# Ilona Kickbusch
Ilona Kickbusch (née le 27 août 1948 à Munich, Allemagne) est mondialement reconnue pour sa contribution à la promotion de la santé et à la santé mondiale. Elle est actuellement directrice du Programme de santé mondiale à l’Institut de hautes études internationales et du développement à Genève.

## Carrière
Ilona Kickbusch est diplômée de l’université de Constance en Allemagne, où elle obtint un doctorat en sciences politiques en 1981. Elle contribua aux premières études académiques sur les soins de santé axés sur le consommateur, les mouvements de santé féminine et d’entraide. Après avoir joint l’Organisation mondiale de la santé en 1981, elle fut choisie pour diriger le programme mondial de la promotion de la santé et occupa jusqu’en 1998 plusieurs hauts postes au niveau régional, national et international au sein de l’OMS.
Entre 1998 et 2004 elle dirigea le nouvellement établi Global Health Program au Yale School of Public Health de l’université Yale. À son retour en Europe en 2005, elle fut nommée présidente du World Demographic & Ageing Forum à Saint-Gall, directrice du Global Health Programme à l’Institut de hautes études internationales et du développement à Genève en 2008 ainsi que présidente du Global Health Europe en 2009. Puis elle commença à siéger au conseil exécutif de la fondation Careum à Zürich. Elle enseigne aussi régulièrement dans plusieurs institutions d’enseignement supérieur telles que l’université de Saint-Gall (HSG) également en Suisse.
Un compte-rendu de sa carrière est disponible sur:ici

## Innovations en matière de recherche et de politique de la santé
Ilona Kickbusch agit en tant que conseillère dans multiples domaines tels que le secteur privé, les organisations et les agences gouvernementales. Membre de nombreux conseils consultatifs, elle agit sur les politiques et stratégies de santé au niveau national, européen et international. Elle a abondamment publié dans ces domaines et a au cours de sa carrière reçu de nombreux prix pour sa contribution. Vraie leader dans le domaine de la santé publique, elle croit fermement à la responsabilité globale, à la capacité et à la promotion de la santé dans toute politique (Health in All Policies - HiAP). Ilona Kickbusch est perçue comme étant l’une des instigatrices de plusieurs développements importants dans le domaine de la santé publique. En voici quelques exemples :

### Promotion de la santé - Santé et société
Ilona Kickbusch fait une grande carrière dans l’Organisation mondiale de la Santé, tant au niveau régional, national et international. Elle est à l’origine de la Charte d'Ottawa de 1986, un document fondamental dans le domaine de la santé publique, ainsi que de la conférence mondiale sur la promotion de la santé qui suivit cette publication. Elle participa également à la rédaction de la Bangkok Charter for Health Promotion in a Globalized World en 2005 et siégea au groupe consultatif pour la World Conference on Social Determinants of Health en 2011.
Elle a fondé le journal Health Promotion International aux éditions Oxford University Press où elle préside toujours le comité de rédaction.
Elle participe activement au développement de stratégies de mise en œuvre (par exemple en aidant à la rédaction de la loi suisse sur la promotion de la santé et la prévention de la maladie) et au développement de la base théorique de la promotion de la santé. Dans ce domaine, Ilona Kickbusch a développé le concept de la ‘santé et société’ et a exploré les liens entre la santé et le monde moderne ainsi que les approches innovatrices à la gouvernance de la santé au niveau national et international. Elle fut récemment l’auteur principal de livres blancs portant sur The challenges of addiction et The food system: a prism of present and future challenges for health promotion and sustainable development. Elle participe actuellement à la rédaction d’un glossaire portant sur le Learning for well-being.

### Santé dans toutes les politiques - Gouvernance pour la santé - Innovations en matière de santé
En 2007, sur invitation du Premier ministre d’Australie-Méridionale, elle fut nommée penseur en résidence (Thinker in Residence (en)) d’Adélaïde pour la section ‘Sociétés en santé’. Lors de son séjour, elle développa une approche « objectif santé » (health lens) pour la notion de Santé dans toutes les politiques, subséquemment mise en œuvre en Australie-Méridionale. Elle a publié de nombreux ouvrages et servi à titre consultatif à propos de la Santé dans toutes les politiques (HiAP). Elle est considérée comme l’une des leaders mondiaux dans ce domaine. Elle continue à s’impliquer dans de nombreux projets pratiques reliés au Health in All Policies(HiAP).
Elle a réalisé une étude sur la Gouvernance pour la santé au XIXe siècle pour le bureau régional européen de l’OMS, l’une des études-clé sur laquelle se base la nouvelle politique européenne pour la santé : Health 2020. Elle participe actuellement à la planification de la Global Conference on Health Promotion de 2013, dont le sujet principal sera la Santé dans toutes les politiques et travaille aussi sur l’étude des déterminants sociaux en santé.

### L’approche du cadre - Démographie et genre
Ilona Kickbusch a développé les settings approach - l'approche axée sur le cadre - de la promotion de la santé et de programmes tels que Healthy Cities : les écoles et hôpitaux promoteurs de la santé, les milieux de travail sains, et la santé dans les prisons. Plusieurs de ces réseaux sont maintenant internationaux et paraissent être une approche durable à l’action en matière de santé publique. Elle a également initié l’étude sur le comportement des enfants en âge scolaire et leur rapport à la santé : le Health Behavior in School-aged Children Study, depuis acceptée comme étant LA référence pour prendre la mesure de la santé infantile et de la jeunesse.
Aux quartiers-généraux de l’OMS elle a fondé le programme pour le vieillissement en santé (Healthy Ageing Programme) et est toujours active dans ce domaine en tant que présidente du forum multidisciplinaire World Demographic & Ageing Forum à Saint-Gall.
De plus, elle a constamment contribué à la responsabilisation des femmes dans le domaine de la santé et a initié la première étude comparative de l’OMS sur la santé des femmes en Europe : Women’s Health Counts.

### Médecine préventive
Ilona Kickbusch est pionnière dans le développement du concept de la health literacy – médecine préventive – et son renforcement par la recherche et les programmes. Impulsé par son initiative, le EU European Survey on Health Literacy fut créé et ses résultats furent présentés en 2011. Elle est une fervente avocate de la participation citoyenne en santé et a contribué à la création du nouveau European Network on Patient Empowerment (ENOPE).
Les alliances de médecine préventive suisse et d’Australie-Méridionale furent également créées et basées sur ses suggestions. Elle rédige aussi actuellement un manuel sur la médecine préventive en allemand, ainsi qu’une publication phare pour l’OMS.

### Gouvernance de la santé mondiale
Pendant ses années passées à l’université Yale, elle fut à la tête de la division de la santé mondiale, l’un des premiers programmes de ce genre. Elle contribua grandement au façonnement du domaine de la santé mondiale et tout particulièrement dans l’analyse de sa gouvernance. Elle fut aussi à la tête d’un programme Fulbright intitulé Health in a Borderless World.
Aujourd’hui, Ilona Kickbusch est considérée comme étant l’une des chefs de file dans ce domaine en contribuant de façon significative à la gouvernance de la santé mondiale à l’OMS et dans des projets comme la création d’un comité C à l’Assemblée mondiale de la santé.
Elle a également collaboré à la politique de l’Union européenne en matière de santé mondiale ainsi qu’à la très innovatrice politique étrangère suisse en matière de santé. Elle a de plus formé le groupe de réflexion Global Health Europe dans le but de renforcer la place de l’Europe dans le domaine de la santé mondiale.

### Diplomatie en santé mondiale
Ilona Kickbusch est pionnière dans la diplomatie en santé mondiale et a développé une approche unique à l’éducation exécutive avec le soutien de la Fondation Rockefeller. Une formation de cours innovants a régulièrement lieu à Genève et a aussi été donnée en collaboration avec des partenaires locaux en Chine, en Indonésie, au Kenya, aux États-Unis et au Canada. Elle a largement publié sur ce sujet tel qu'un manuel, ainsi que sur le sujet plus vaste de la santé mondiale et de la politique étrangère. Elle est membre de nombreux réseaux, dont le Global Health Diplomacy Network (GHD-NET).
Elle est aussi actuellement l’éditrice, avec Tom Novotny, de la série de livres Global Health Diplomacy, publiés par World Scientific.

## Honneurs et distinctions
- CYWHS Oration, Adélaïde, Australie
- Doctorat honorifique, Nordic School of Public Health, Gothenbourg, Suède
- Leavell Lecture, attribué par la World Federation of Public Health Associations
- Aventis Pasteur International Award, attribué par l’Association canadienne de santé publique en reconnaissance à la contribution de la santé internationale
- Le prix et la médaille Andrija-Stampar pour le service exceptionnel à la santé publique, attribués par l’Association of Schools of Public Health in the European Region (ASPHER)
- La médaille Salomon-Neumann pour une contribution majeure en médecine sociale, attribuée par le German Society for Social Medicine
- La Médaille d’or méritoire spéciale, attribuée par la province de Vienne, en Autriche, pour une contribution spéciale à la santé des citoyens viennois
- Candidate du gouvernement allemand pour le poste de Directeur régional, OMS Europe
- Queen Elizabeth the Queen Mother Lecture, Faculty of Public Health Medicine, Royaume-Uni
- Membre honorifique, Faculty of Public Health Medicine, Royaume-Uni
- VicHealth Award, attribué pour une collaboration exceptionnelle à la promotion de la santé, par le Victorian Health Promotion Foundation, Melbourne, Australie
- Fellowship du Friedrich-Ebert Stiftung pour ses études au doctorat

## Publications

### Livres
- Rosskam, Ellen et Kickbusch, Ilona (eds.). Negotiating and Navigating Global Health: Case Studies in Global Health Diplomacy. New Jersey: 2011.
- Kickbusch, Ilona et Buckett, Kevin (eds.). Implementing Health in All Policies. Adélaïde: 2010.
- Kickbusch, Ilona. Policy Innovation for Health. Springer, 2009.
- Bührlein, B et Kickbusch, I. (eds.). Innovationssystem Gesundheit: Ziele und Nutzen von Gesundheitsinnovationen. Karlsruhe: Fraunhofer Gesellschaft, 2008.
- McQueen, David, Kickbusch, Ilona, Potvin, Louise, Pelikan, Jürgen, Balbo, Laura et Abel, Thomas. On Health and Modernity: Theoretical foundations of health promotion. Springer, 2007.
- Kickbusch, I. Die Gesundheitsgesellschaft. Gamburg: Verlag Gesundheitsförderung, 2006.
- Geene, Raimund, Kickbusch, Ilona et Halkow, Anja (eds.). Prävention und Gesundheitsförderung – eine soziale und politische Aufgabe. Berlin: Gesundheit Berlin, 2005.
- Kickbusch, Ilona, Hartwig, Kari etma List, Justin (eds.). Globalization, Women, and Health in the 21st Century. New York: Palgrave Macmillan, 2005.
- Kickbusch, Ilona et Badura, Bernhard (eds.). Health Promotion Research: Towards a New Social Epidemiology. European Series No. 37. Copenhague: WHO Regional Office for Europe, 1991.
- Kickbusch, Ilona. Good Planets are Hard to Find. WHO Healthy Cities Paper No. 5. Copenhague, 1989.
- Kickbusch, Ilona, Anderson, Robert, Davies, John K., McQueen, David V. et Turner, Jill (eds.). Health Behaviour Research and Health Promotion. Oxford: Oxford University Press, 1988.
- Kickbusch, Ilona. Die Familialisierung der weiblichen Arbeit: Zur strukturellen Ähnlichkeit zwischen bezahlter und unbezahlter Frauenarbeit. Constance, 1987.
- Kickbusch, Ilona et Riedmüller, Barbara (eds.). Die arme Frauen, Frauen im Wohlfahrtsstaat. Sammelband mit internationalen Beiträgen. Introduction (avec Riedmüller, B.): ‘Theoretische Perspektiven einer Sozialpolitikanalyse’ et ‘Familie als Beruf – Beruf als Familie: Der segregierte Arbeitsmarkt und die Familialisierung der weiblichen Arbeit’ (on female paid and unpaid labour). Francfort: Suhrkamp, 1984, p. 7–13 et p. 163–178.
- Kickbusch, Ilona et Hatch, Stephen (eds.). Self-help and Health in Europe: New Approaches in Health Care. Introduction : ‘A Reorientation of Health Care’, et conclusion : ‘Making a Place for Self-help’ (les deux avec Stephen Hatch). Copenhague: WHO Regional Office for Europe, 1983.
- Kickbusch, Ilona et Trojan, Alf (eds.). Gemeinsam sind wir stärker, Selbsthilfegruppen und Gesundheitssicherung (on self-help groups). Francfort, Fischer Alternativ, 1981.

### Sélection d’articles et de chapitres
- « Global health diplomacy: how foreign policy can influence health » in British Medical Journal, volume 342: 2011.
- « Global Health Diplomacy and Peace » (avec Paulo Buss) in Infectious Disease Clinics of North America, 25(3): 2011, p. 601–610.
- Kickbusch, Ilona, Hein, Wolfgang et Silberschmidt, Gaudenz. ‘Addressing global health governance challenges through a new mechanism: the proposal for a Committee C of the World Health Assembly’ in The Journal of Law, Medicine & Ethics, Fall: 2010, JLME 38.3.
- ‘Moving Global Health Governance forward’. Chapitre 15 in Buse et al, Making Sense of Global Health Governance: A Policy Perspective. Palgrave MacMillan, 2009.
- ‘Global Health Diplomacy: the new recognition of health in foreign policy’ (avec Christian Erk). Chapitre 10 in Clapham, Andrew, Robinson, Mary et Hangartner, Salome (eds.), Realizing the right to health. 2009.
- European Perspectives on Global Health: A Policy Glossary (avec Graham Lister et David Gleicher). Bruxelles: European Foundation Centre. Reworked and updated in 2009. Available at www.globalhealtheurope.org
- ‘In search of the public health paradigm for the 21st century: the political dimensions of public health’ in Portuguese Journal of Public Health. 25th Anniversary Supplement Issue: Current public health challenges. Lisbonne, 2009, p. 11–19.
- ‘Health Promotion’ (Mittelmark, Kickbusch, Rootman, Scriven et Tones) in Heggenhougen, H.K. et Quah, S.R. (eds.), International Encyclopedia of Public Health, vol. 3. Oxford: Academic Press, 2008, p. 225–240.
- ‘Health Governance: The Health Society’ in Kickbusch, McQueen et al (eds.), Health and Modernity: Theoretical Foundations of Health Promotion. Springer, 2007, p. 144–161.
- ‘Health promotion – Not a tree but a rhizome’ in O’Neill, M. et al (eds.), Health promotion in Canada: Critical perspectives. (Second edition). Toronto: 2007.
- ‘Global health diplomacy: training across disciplines’ (avec Thomas E. Novotny, Nico Drager, Gaudenz Silberschmidt et Santiago Alcazar) in Bulletin of the World Health Organization, 85(12): 2007, p. 971–973.
- ‘Global health diplomacy: the need for new perspectives, strategic approaches and skills in global health’ (avec Gaudenz Silberschmidt et Paulo Buss) in Bulletin of the World Health Organization, 85(3): 2007, p. 230–232.
- ‘Health and Wellbeing’ in Marinker, Marshall (ed.), Constructive Conversations about Health. Radcliffe, 2006, p. 31–40.
- ‘Health Literacy: Towards active health citizenship’ (avec Daniela Maag) in Sprenger, M. (ed.), Public health in Österreich und Europa. Festschrift Horst Noack. Graz: 2006, p. 151–158.
- Navigating Health: The Role of Health Literacy (avec Suzanne Wait et Daniela Maag). Londres, Alliance for Health and the Future, 2006.
- ‘Perspectives in health promotion and population health’ in American Journal of Public Health, mars 93(3): 2003, p. 383–388.
- ‘Global Health Governance: some new theoretical considerations on the new political space’. Chapitre in Lee, K. (ed.), Globalization and Health. Londres, Palgrave, 2003, p. 192–203.
- ‘Influence and opportunity: Observations on the US role in global public health’ in Health Affairs, 21(6): 2002, p. 131–141.
- ‘Global influences and global responses: international health at the turn of the 21st century’ (with Kent Buse). Chapter in Merson, M.H., Black, R.E. et Mills, A.J. (eds.), Handbook of International Public Health. Aspen Publishers, 2001, p. 701–737.
- ‘The development of international health policies: accountability intact?’ in Social Science & Medicine, 51: 2000, p. 979–989. (Reprinted in Kirton, John (ed.), Global Health, Library of Essays in Global Governance series. Ashgate, 2009.)
- ‘Partnerships for health in the 21st century’ (avecJonathan Quick) in World Statistics Quarterly, 51(1): 1998, p. 68–74.
- ‘Research for Health: Challenge for the Nineties’ (avec Kathryn Dean) in Araki, Shunichi (ed.), Behavioral Medicine: An integrated biobehavioral approach to health and illness. Amsterdam: Elsevier, 1992, p. 299–308.
- ‘Self-care in Health Promotion’ in Social Science & Medicine, 29: 1989, p. 125–130.